# Guangzhou Metro
Die Guangzhou Metro (chinesisch 廣州地鐵 / 广州地铁, Pinyin Guǎngzhōu dìtiě, Jyutping Gwong2zau1 dei6tit3) ist die U-Bahn von Guangzhou, der Hauptstadt der chinesischen Provinz Guangdong.

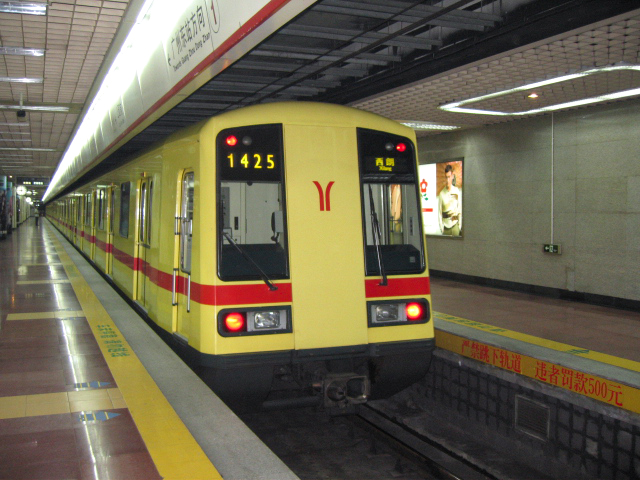
Zug von Adtranz und Siemens der Linie 1

Die erste Linie wurde am 20. Juni 1997 eröffnet. Seitdem wurde das Netz stark ausgebaut und umfasst Mitte 2025 insgesamt 18 Linien mit 705 Kilometern Streckenlänge und 356 Stationen. Im Jahr 2018 wurden rund 8,2 Millionen Fahrgäste pro Tag gezählt.
An mehreren Stationen ist die U-Bahn mit dem Netz der Foshan Metro verknüpft.
Die Linie 3 bildete mit ihrem 60,40 km langen Hauptabschnitt von 2010 bis 2018 den längsten Verkehrstunnel der Erde.

## Geschichte

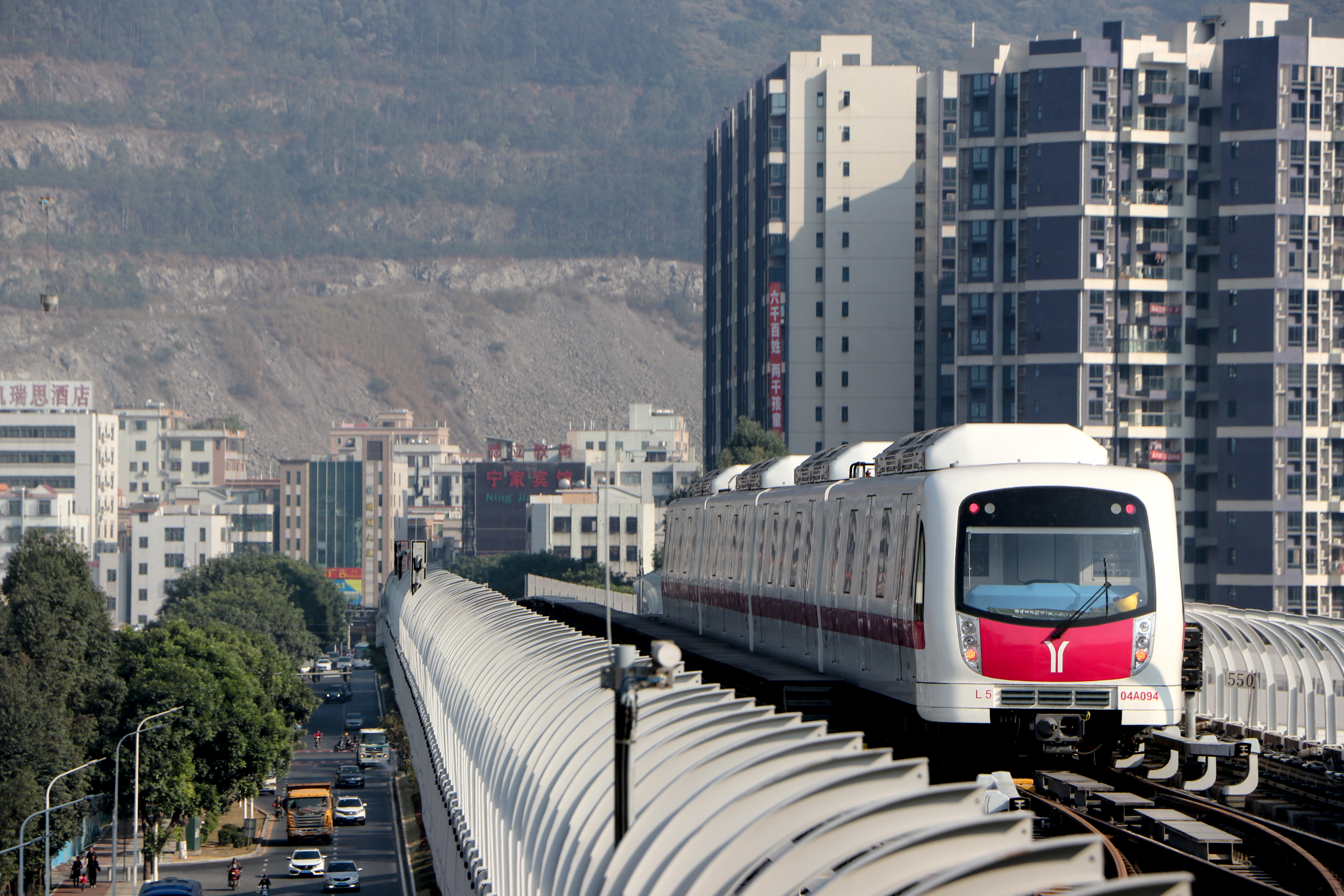
Zug auf einem oberirdischen Abschnitt der Linie 4

Die Planungsgeschichte der Guangzhou-Metro reicht bis ins Jahr 1960 zurück, als der damalige Statthalter von Guangdong, Chén Yù (陈郁), eine Erschließung der damals stark wachsenden Stadt mittels einer U-Bahn mit zwei Linien vorschlug. Entgegen ursprünglichen Befürchtungen (die Stadt liegt im Perlfluss-Delta) erwies sich der Untergrund bei geheimen Probebohrungen als hinreichend stabil. 1965 begann dann der Bau eines acht Kilometer langen Tunnels, der angesichts des gerade begonnenen Vietnamkriegs auch als Luftschutzstollen hätte dienen sollen. Doch die Realisierung blieb bereits in der Rohbauphase stecken und wurde erst ab 1984 weiter verfolgt.
Das erste Teilstück der Linie 1 wurde am 28. Juni 1997 in Betrieb genommen. Nach Peking/Beijing, Schanghai und Tientsin ist sie das vierte U-Bahn-System auf dem chinesischen Festland.
Am 28. Juni 1999 wurde die Linie 1 fertiggestellt. Seitdem verbindet sie den Südwesten der Stadt mit dem Stadtzentrum und dem Ostbahnhof (广州東站). Am 29. Dezember 2002 folgte dann die Linie 2, die die Stadt in Nord-Süd-Richtung durchquert. Als zweite Nord-Süd-Linie, die auch den Flughafen Guangzhou im Norden der Stadt anbindet, ging am 26. Dezember 2005 die Linie 3 in Betrieb. Am 8. November 2010 ging die ATM-Linie, eine vollautomatisch betriebene Kabinenbahn, in Betrieb, um das Neubau-Geschäftsviertel Zhujiang (珠江新城) anzubinden. Am 3. Dezember 2010 erhielt die westlich gelegene Stadt Foshan (佛山) Anschluss mittels der Guangfo-Linie. Guǎngfó (广佛) ist ein Kofferwort aus Guangzhou und Foshan. Seit 2021 ist die Foshan Metro ein eigenständiges Netz.
Nachdem die Fahrgastnachfrage zu Beginn geringer als prognostiziert ausgefallen war, wurden die folgenden Linien mit geringerer Kapazität geplant. So wurden auf der Linie 3 zuerst Dreiwagenzüge des kleineren B-Typs eingesetzt und für die Linien 4 bis 6 Züge des Typs L mit nochmals kleinerem Lichtraumprofil entwickelt. Insbesondere die Linie 3 ist heute überlastet.

Liniennetzplan Metro Guangzhou

## Liniennetz

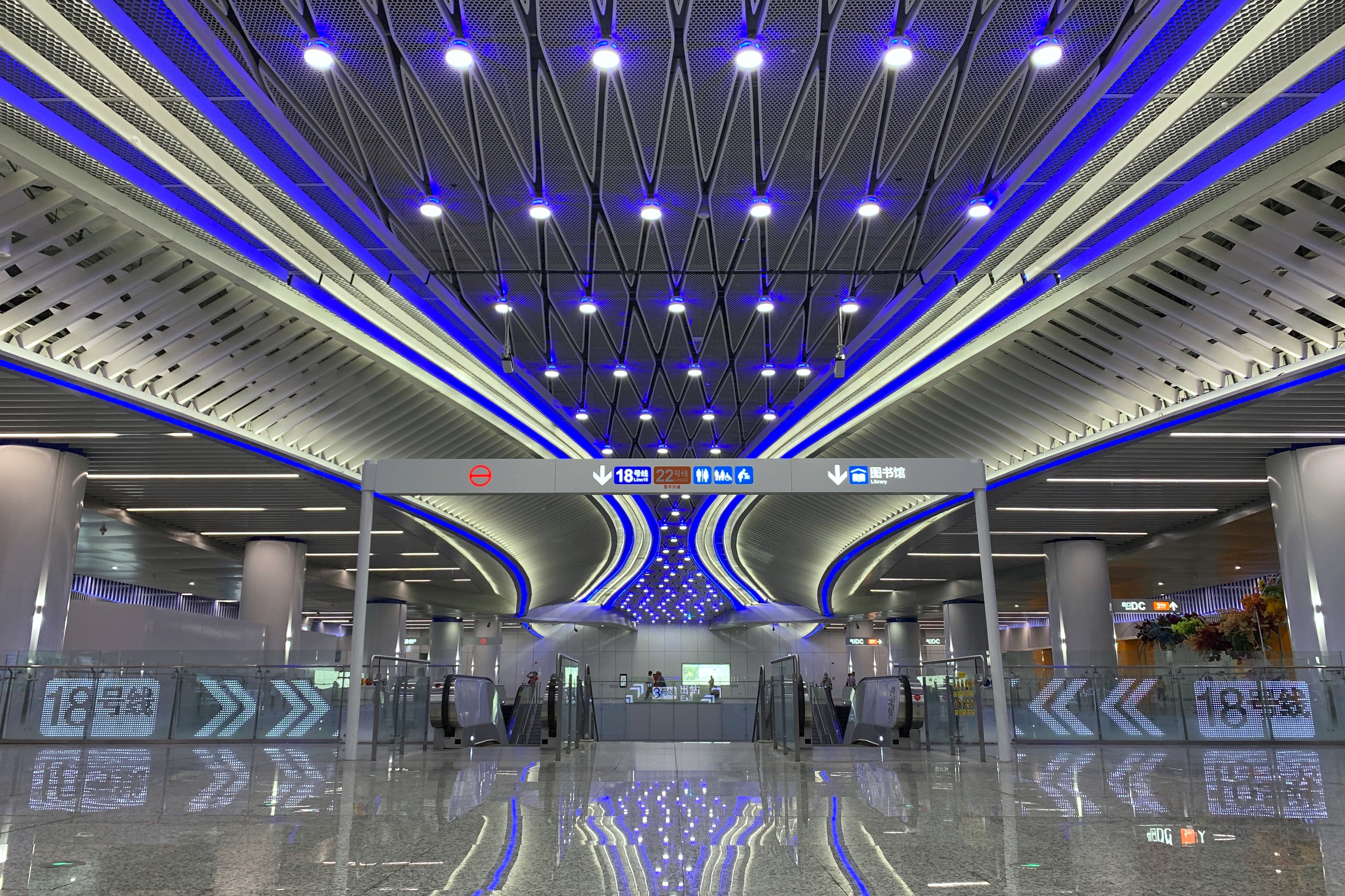
Sperrengeschoss der Station Panyu Square der Expresslinie 18

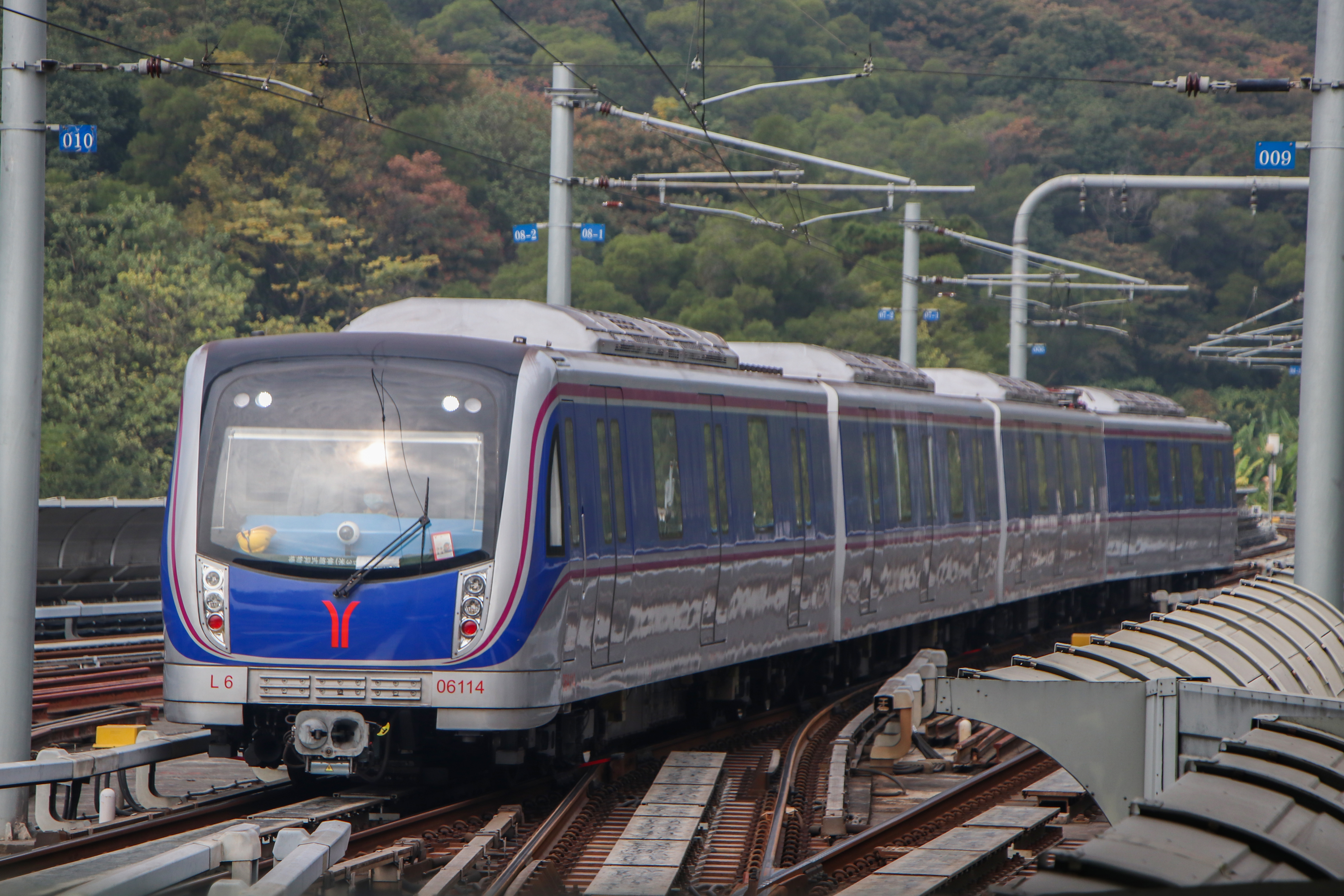
Vierwagenzug der Linie 6, im Vordergrund sind die Linearmotoren sichtbar

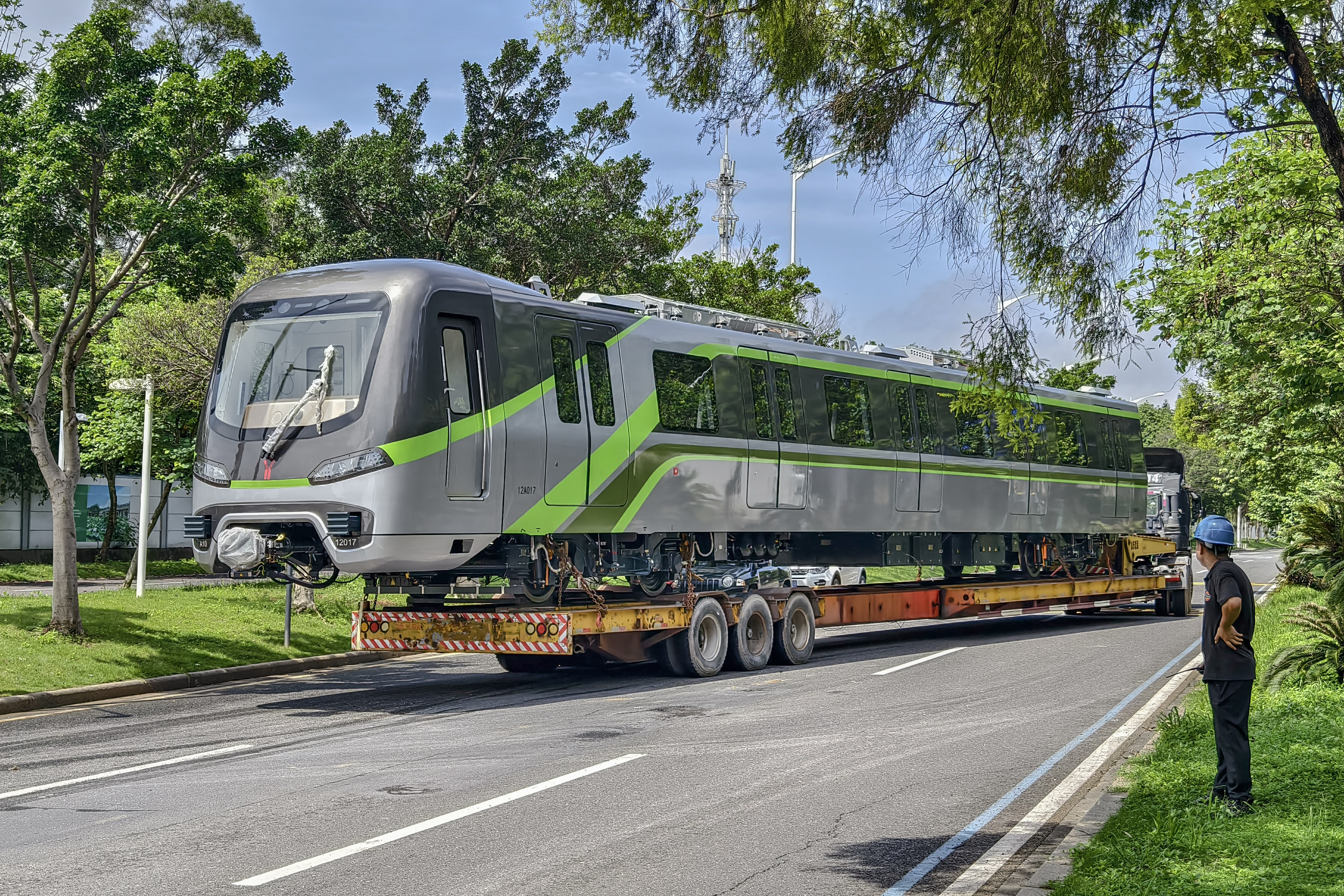
A-Wagen für die vollautomatische Linie 12

Die meisten Linien werden mit standardisierten Fahrzeugen der Typen A und B betrieben. Die Linie 6 wurde jedoch mit etwas kleinerem Tunnelprofil gebaut und ist mit Linearmotoren ausgerüstet.
Eine weitere Besonderheit sind die Linien 18 und 22. Sie sind als Expresslinien mit 89,1 Kilometern Streckenlänge, aber nur 16 Stationen ausgeführt. Es werden 40 Achtwagenzüge des Typs D eingesetzt. Die Strecken sind mit Wechselstrom des Systems 25 kV/50 Hz elektrifiziert und werden mit 160 km/h Höchstgeschwindigkeit betrieben.
Die 2010 eröffnete Guangfo-Linie verbindet die Metro Guangzhou mit der westlich gelegenen Foshan Metro und bildet dort die Linie 1.
Eine der Linien ist als Kabinenbahn (automated people mover; APM) ausgeführt. Mit Ausnahme dieser APM-Linie sind alle Linien in einem Verbundsystem eingebunden. Ein Übergang zwischen den verschiedenen Linien ist möglich.
Von der APM-Linie bestehen an den Endstationen direkte Übergänge zur Linie 3; hierbei wird jedoch ein neuer Fahrschein benötigt.

## Gegenwärtiges Liniennetz
| Linie   | Strecke | Eröffnung | letzte Erweiterung | Länge in km | Stationen | Stromsystem             | Besonderheit |
| ------- | --- | --------- | ------------------ | ----------- | --------- | ----------------------- | --- |
| 1       | Guangzhou Ostbahnhof – Xilang | 1997      | 1999               | 18,5        | 16        | 1,5 kV DC, Oberleitung  | |
| 2       | Jiahewanggang – Guangzhou Südbahnhof                                                                                                 | 2002      | 2010               | 31,4        | 24        | 1,5 kV DC, Oberleitung  | |
| 3       | Tianhe Coach Terminal / Airport North Station – Tiyu Xilu – Haibang Station                                                          | 2005      | 2024               | 78,1        | 34        | 1,5 kV DC, Oberleitung  | |
| 4       | Huangcun – Nansha Personenhafen | 2005      | 2017               | 56,3        | 23        | 1,5 kV DC, Stromschiene | Linearmotoren |
| 5       | Jiaokou – Wenchong | 2009      | 2023               | 41,7        | 30        | 1,5 kV DC, Stromschiene | Linearmotoren |
| 6       | Xunfenggang – Xiangxue | 2013      | 2016               | 41,9        | 31        | 1,5 kV DC, Stromschiene | Linearmotoren |
| 7       | Meidi Dadao – Higher Education Mega Center South                                                                                     | 2016      | 2023               | 50,7        | 27        |                         | |
| 8       | Jiaoxin – Wanshengwei | 2003      | 2020               | 33,9        | 28        | 1,5 kV DC, Oberleitung  | Die Fahrzeit zwischen den beiden Endstationen beträgt etwa eine Stunde; es werden mit der Erweiterung der Linie 2020 über eine Million Fahrgäste pro Tag erwartet. |
| 9       | Fei'eling – Gaozeng | 2017      |                    | 20,1        | 11        |                         | |
| 10      | Xilang – Yangji East | 2025      |                    | 17,2        | 11        |                         | |
| 11      | Ringlinie | 2024      |                    | 44,2        | 31        |                         | |
| 12      | vorerst geteilt in West- und Ostabschnitt: Xunfenggang – Guangzhou Gymnasium sowie Ersha Island – Higher Education Mega Center South | 2025      |                    | 27,9        | 18        |                         | vollautomatisch, zentraler Abschnitt über 9,7 km und 4 Stationen in Bau                                                                                            |
| 13      | Xinsha – Yuzhu | 2017      |                    | 28,3        | 11        |                         | |
| 14      | Jiahewanggang/Xinhe – Dongfeng/Zhenlong                                                                                              | 2017      | 2018               | 75,4        | 22        |                         | Expresslinie mit 120 km/h |
| 18      | Xiancun – Wanqingsha | 2021      |                    | 58,3        | 8         |                         | Expresslinie für 160 km/h |
| 21      | Yuancun – Zengcheng Square | 2018      | 2019               | 60,3        | 20        |                         | Expresslinie mit 120 km/h |
| 22      | Chentougang – Panyu Square | 2022      |                    | 18,2        | 4         |                         | Expresslinie für 160 km/h, Verlängerung ins westliche Stadtzentrum in Bau                                                                                          |
| Guangfo | Lijiao – Xincheng Dong | 2010      |                    | 39,6        | 25        | 1,5 kV DC, Oberleitung  | Linie 1 der Foshan Metro |
| APM     | Canton Tower – Linhexi | 2010      |                    | 3,9         | 9         | 600 V DC, Stromschiene  | |

## Tarife
Stand 2011:
Der Tarif ist wegabhängig und reicht von 2 ¥ für Kurzstrecken (Fahrt über eine oder zwei Stationen) bis 14 ¥. Fahrten zum Flughafen kosten zusätzlich 5 ¥ Zuschlag.
Grundsätzlich werden zwei Typen von Fahrkarten unterschieden:
- Einzelfahrscheine (RFID-Chips)
- Wiederaufladbare RFID-Smartcards (Yáng Chéng Tōng; Joeng4 Sing4 Tung1; 羊城通). Letztere gelten seit 2010 auch in anderen Städten des Perlflussdeltas und können auch als Geldkarte in ausgewählten Geschäften verwendet werden.[7]